# Tylostigma hildebrandtii
Tylostigma hildebrandtii är en orkidéart som först beskrevs av Henry Nicholas Ridley, och fick sitt nu gällande namn av Rudolf Schlechter. Tylostigma hildebrandtii ingår i släktet Tylostigma och familjen orkidéer. Inga underarter finns listade i Catalogue of Life.